# Khorgos
Khorgas (chinois simplifié : 霍爾果斯 ; chinois traditionnel : 霍尔果斯 ; pinyin : Huò'ěrguǒsī ; ouïghour: قورعاس, Qorğas), aussi connue sous le nom Huoerguosi, Huocheng, Khorgos, Chorgos ou Gorgos, est une ville chinoise près de la frontière avec le Kazakhstan. Elle se situe dans le Xian de Huocheng dans la Préfecture autonome kazakhe d'Ili de la Région autonome ouïghoure du Xinjiang, à 90 km de Yining et 670 km d'Ürümqi. De l'autre côté de la rivière Korgas, la ville kazakhe s'appelle également Khorgas (kazakh : Қорғас, Qorğas ; russe : Хоргос, Khorgos).

## Histoire

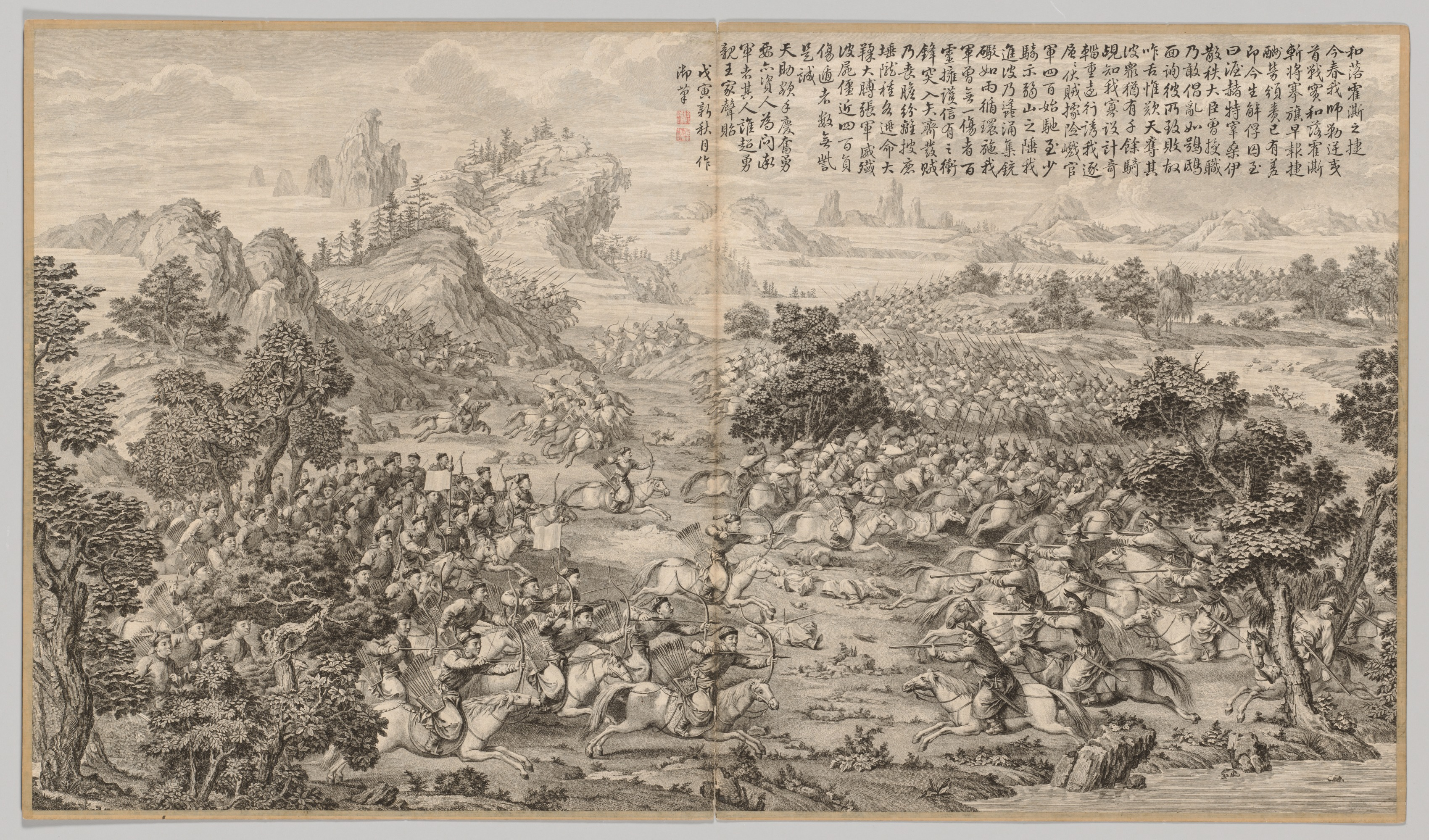
La Victoire de Khorgos de 1758, gravure de 1774 par Jacques-Philippe Le Bas, d'après Jean-Denis Attiret. Musée Guimet.

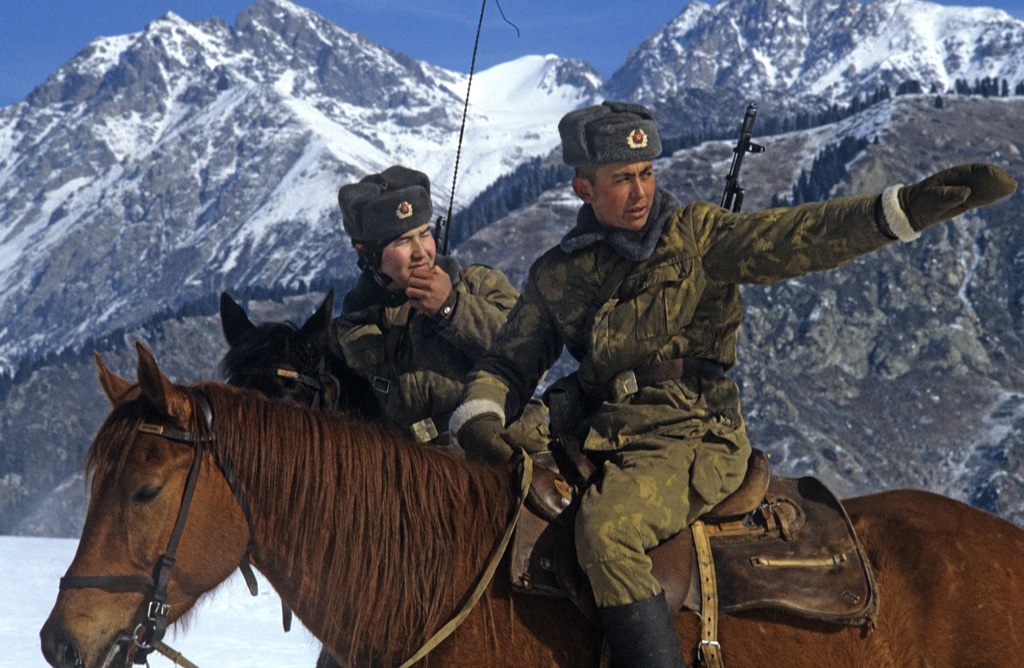
Gardes frontières kazakhs au poste de Khorgos

Korgas est le plus grand port routier dans l'ouest de la Chine. Pour les dynasties Sui (581-618) et Tang (618-907) c'était un endroit important de la route de la Soie du Nord.
En 1758, Amoursana des Dzoungars y est défait par le prince Cäbdan-jab. Cette bataille est représentée dans l'estampe La Victoire de Khorgos de 1758 de Jacques-Philippe Le Bas qui fait partie de la série de gravure à l'eau forte appelée « Les Conquêtes de l'empereur de la Chine », d'après la série de peinture de Jean-Damascène Sallusti.
Ouvert le 16 novembre 1983 comme port de commerce par décision du conseil d'État chinois, il a été ouvert aux pays tiers en août 1992 par accord entre les gouvernements chinois et kazakh.

## Transports
La ligne de chemin de fer Jinghe-Yining-Khorgas (en) a été achevée à la fin de 2009 et permet maintenant d'aller d'Ürümqi et Yining à Khorgas.
En 2010, le service de passagers depuis Ürümqi, commencé le 1er juillet 2010, ne fonctionne cependant, cette année là, que pour Yining et non pas jusqu'à Khorgas,.
En décembre 2011, un chemin de fer de 293 km du poste-frontière de Khorgas vers le terminal de Zhetygen, près d'Almaty, a été achevé. En mars 2012, la voie sur le côté kazakh est toujours en phase de tests, mais l'ouverture d'un service régulier est prévu pour l'été 2012.
En juin 2017, le bureau des chemins de fer d'Ürümqi des chemins-de-fer de Chine commence son service passager quotidien d'Ürümqi à Astana via Khorgas.
Une ligne à grande vitesse Ürumqi - Khorgas est en projet et devrait permettre de relier à terme l'ensemble du réseau grande vitesse Chinois au Kazakhstan.